# Origins, Vol. 2
Origins, Vol. 2 è un album di cover del chitarrista Ace Frehley, pubblicato il 19 settembre 2020. Al disco partecipano diversi ospiti, tra cui John 5 (chitarrista di Rob Zombie ed ex Marilyn Manson), Lita Ford e Bruce Kulick, ex chitarrista dei Kiss nel periodo di assenza di Frehley stesso.

## Tracce
1. Good Times Bad Times (LED ZEPPELIN)
2. Never In My Life (MOUNTAIN)
3. Space Truckin’ (DEEP PURPLE)
4. I’m Down (THE BEATLES)
5. Jumpin’ Jack Flash (THE ROLLING STONES)
6. Politician (CREAM)
7. Lola (THE KINKS)
8. 30 Days In The Hole (HUMBLE PIE)
9. Manic Depression (THE JIMI HENDRIX EXPERIENCE)
10. Kicks (PAUL REVERE & THE RAIDERS)
11. We Gotta Get Out Of This Place (THE ANIMALS)
12. She (KISS) (bonus track)

## Formazione
- Ace Frehley - voce, chitarre, basso